# Fort Lewis

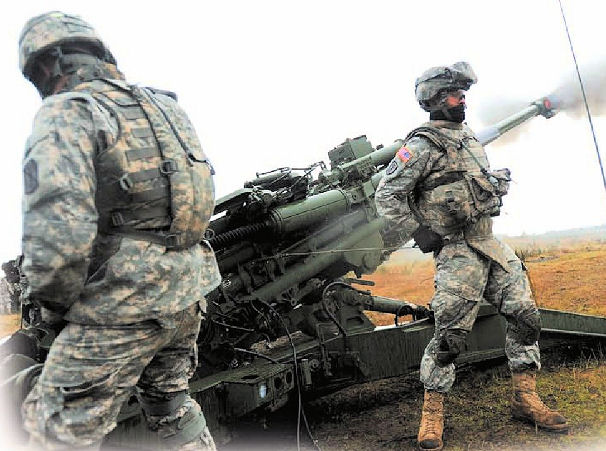
A 17. földi tüzérdandár

Fort Lewis az USA Washington államában elhelyezkedő légibázis, 2010. február 1-je óta a Lewis–McChord közös légitámaszpont része.

## Történet

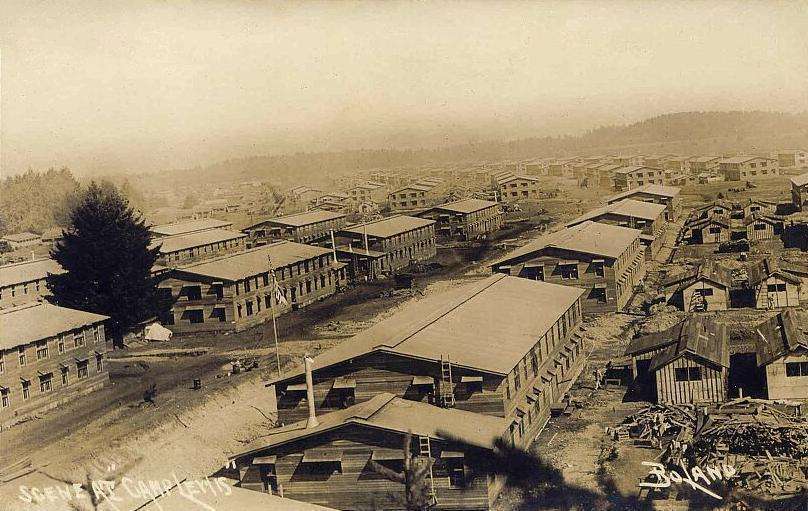
Camp Lewis 1917-ben

1916-ban helyi üzletemberek egy katonai bázis létesítését javasolták. Camp Lewis az első világháború során fontos kiképzőhely volt. Az egyik legjobban karbantartott és legolcsóbban fenntartott bázis mai nevét 1927-ben vette fel.
A támaszpont tüzérségi létesítményei a nisqually indiánok területén épültek fel, így többeknek el kellett hagyniuk otthonukat.
A második világháborúban a német és olasz hadifoglyokat itt rabosították. A bázis fontos szerepet játszott az „Igaz ügy” hadműveletben és az öbölháborúban is.
A katonai múzeum 1971-ben nyílt meg; jelenlegi helyére 1973-ban költözött. A támaszpont 2012 márciusában jelentős médiafigyelmet kapott, mivel a kandahari mészárlást elkövető Robert Bales a bázis katonája volt.
Az 1. mobilizációs dandár 2014 májusában oszlott fel.

## Egységek
A támaszpont legnagyobb egysége az I hadtest, amelyet a világon bárhol bevethetnek. 1981-ben a hadtestet újra készenlétbe helyezték; 1999. október 12-én Eric Shinseki tábornok bejelentette, hogy az I hadtest lesz Fort Lewis két Stryker-dandárának egyike. A 2001. szeptember 11-ei terrortámadások óta a hadtest aktívan részt vesz a terrorizmus elleni harcban.

### Kiképzőhely
A több mint 1300 négyzetkilométer területű Yakima Training Center domborzata és növényzete az afganisztáni vidékekre emlékeztet.
1941 előtt a térségben farmok és kovabányák voltak. A második világháború előtt a hadsereg 650 négyzetkilométernyi területen lőteret létesített. 1947-ben a terület megtisztítását követően azt visszaadták tulajdonosaiknak. 1949–1950-ben a Nemzeti Gárda gyakorlatai folytak itt; a mai képzőhely a koreai háborúban épült.
2009 februárjában a létesítmény közösségi hellyel bővült.

### Gray katonai repülőtér
A Gray katonai repülőtér (IATA: GRF, ICAO: KGRF) Fort Lewis területén található helikopterbázis. Névadója Lawrence C. Gray százados, aki 1927. november 4-én légibalesetben életét vesztette.
A helikoptereket az 1970-es években a Rainier-hegyi Nemzeti Parkban életmentésnél alkalmazták. A rövidebb távú utaknál a gép alá egy hordágyat rögzítettek.
A második világháborúban itt szervizelték az Alaszkában bevetett gépeket. A műhely 1947-ben zárt be.

## Népesség
A támaszpontot a Népszámlálási Hivatal statisztikai településként tartja számon; népességének változása:
| Lakosok száma | 23 761 | 22 224 | 19 089 | 11 046 | 14 052 |
|               | 1980   | 1990   | 2000   | 2010   | 2020   |

## Fordítás
- Ez a szócikk részben vagy egészben  a   Fort Lewis című angol Wikipédia-szócikk ezen változatának fordításán alapul.  Az eredeti cikk szerkesztőit annak laptörténete sorolja fel. Ez a jelzés csupán a megfogalmazás eredetét és a szerzői jogokat jelzi, nem szolgál a cikkben szereplő információk forrásmegjelöléseként.